# Nadežda Petrović
Nadežda Petrović (în sârbă Надежда Петровић; n. 12 octombrie 1873, Čačak, Moravički upravni okrug, Serbia – d. 3 aprilie 1915, Valjevo, Districtul Kolubara, Serbia) a fost o pictoriță sârbă de la sfârșitul secolului al XIX-lea și începutul secolului al XX-lea. Considerat cea mai faimoasă pictoriță impresionistă și fauvistă sârbă, ea a fost cea mai importantă pictoriță sârbă din acea perioadă. Născută în orașul Čačak, Petrović s-a mutat la Belgrad, în tinerețea ei și a urmat acolo școli de educație înaltă pentru femei. Absolvindu-și studii în anul 1891, a predat acolo începând din 1893 înainte de a pleca la München pentru a studia cu artistul sloven Anton Ažbe. Între anii 1901 și 1912 lucrările sale au fost expuse în mai multe orașe din întreaga Europă.
În ultimii ani ai vieții, Nadežda Petrović a avut puțin timp pentru a picta și a realizat doar câteva lucrări. În 1912, s-a oferit voluntar ca asistentă medicală după izbucnirea Războaielor Balcanice. Ea a continuat să-i îngrijească pe soldații sârbi până în 1913, când s-a îmbolnăvit de febră tifoidă și holeră. A fost decorată cu Medalia pentru curaj și cu Ordinul Crucii Roșii pentru eforturile ei. Odată cu izbucnirea Primului Război Mondial ea s-a oferit din nou în mod voluntar ca asistentă medicală în Armata Sârbă, murind în cele din urmă de tifos pe 3 aprilie 1915.

## Biografie

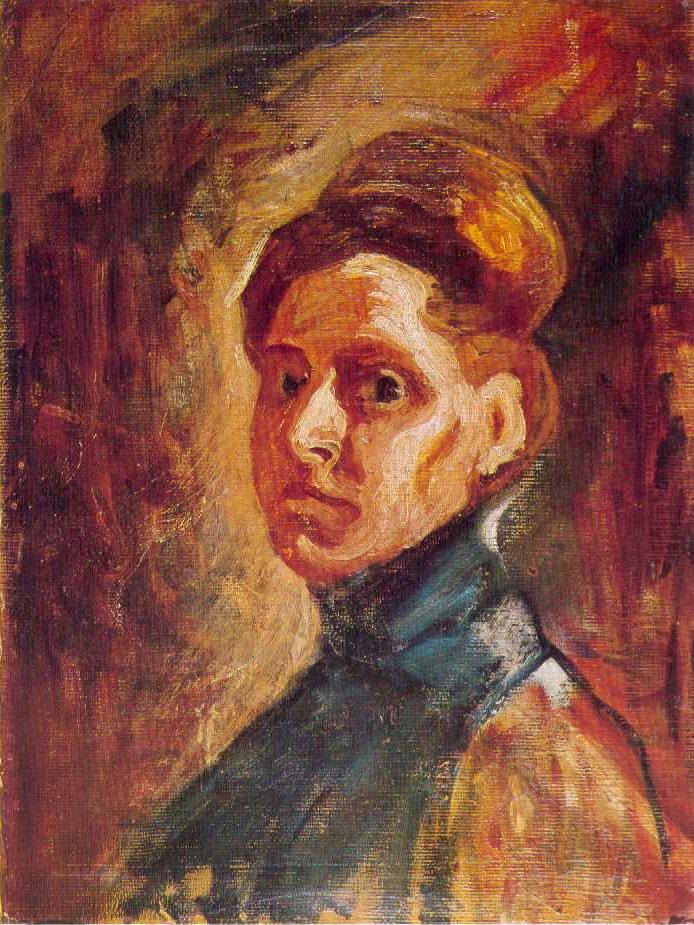
Autoportret.

Nadežda Petrović s-a născut în Čačak, Principatul Serbiei în 11 sau 12 octombrie 1873, ca fiică a lui Dimitrije și Mileva Petrović. Tatăl ei, care era pasionat de colecționarea operelor de artă, a învățat-o literatură și artă. Mai târziu, el a lucrat ca perceptor fiscal și a scris cărți despre pictură. Mama ei, Mileva, era profesoară înrudită cu proeminentu politician sârb Svetozar Miletić. Petrović tatăl lui mai târziu a găsit de lucru în finanțe și politică. Tatăl ei s-a îmbolnăvit la sfârșitul anilor 1870, obligându-și familia să se mute în orașul Karanovac (azi Kraljevo) înainte de mutarea lor ulterioară la Belgrad în anul 1884. Aici, ei au trăit în casa bunicului Nadeždei Petrović, Maksim. Casa în care au locuit a fost distrusă de către Luftwaffe în timpul celui de-al Doilea Război Mondial. 
Arătând semne că ar fi o artistă talentată, Nadežda Petrović a fost instruită mai târziu de Đorđe Krstić și a urmat școală de învățământ superior pentru femei, pe care a absolvit-o în anul 1891. În 1893 a devenit profesoară de artă la școală și mai târziu a predat la cursurile pentru femei de la Universitatea din Belgrad. Ulterior, ea a obținut o bursă de la Ministerul sârb al Educației pentru a studia arta la școala particulară a lui Anton Ažbe de la München. Aici, ea i-a întâlnit pe pictorii Rihard Jakopič, Ivan Grohar, Matija Jama, Milan Milovanović, Kosta Milićević și Borivoje Stevanović. Ea i-a cunoscut, de asemenea, pe pionierii artei moderne Wassily Kandinsky, Alexej von Jawlensky, Julius Exter și Paul Klee și a fost profund impresionată de opera lor. În timp ce se afla la München, ea a trimis în mod regulat scrisori părinților ei din Serbia și le-a cerut întotdeauna să-i trimită ziare și cărți care prezentau evenimentele cele mai recente din țară. Devotamentul ei pentru artă i-a afectat viața personală, iar în 1898 a anulat logodna ei cu un funcționar, după ce mama bărbatului a cerut o zestre de un nivel inacceptabil. 

Petrović a revenit în Serbia în 1900, a frecventat în mod regulat muzeele și galeriile și a participat la concerte și spectacole de teatru. De asemenea, ea a dedicat o mare parte a timpului liber pentru a învăța limbi străine. Prima ei expoziție individuală a avut loc la Belgrad în același an. De asemenea, ea a contribuit la organizarea Primei Expoziții de Artă din Iugoslavia și a Primei Colonii de Artă din Iugoslavia. 

În 1902 Nadežda Petrović a început să predea la școala de învățământ superior pentru femei. În anul următor, ea a devenit primul președinte al Cercului Surorilor Sârbe, o organizație umanitară dedicată ajutorării etnicilor sârbi din provinciile guvernate de otomani Kosovo și Macedonia. În 1904 Nadežda Petrović s-a retras în orașul Resnik, unde s-a ocupat cu pictura. Una dintre cele mai faimoase lucrări, Resnik, a fost finalizată în timpul șederii sale aici. În următorii câțiva ani, ea s-a implicat în activitatea cercurilor patriotice sârbe și a protestat împotriva anexării Bosniei și Herțegovinei de către Austro-Ungaria. În 1910 a călătorit la Paris pentru a-l vizita pe prietenul ei, sculptorul Ivan Meštrović. A rămas în Franța până când a auzit vestea morții tatălui ei, revenind în Serbia în aprilie 1911. După ce s-a întors a continuat să predea la școala de învățământ superior pentru femei.

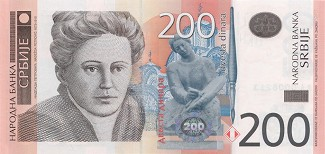
Nadežda Petrović pe o bancnotă sârbă de 200 de dinari.

În 1912 mama Nadeždei Petrović a murit. Odată cu izbucnirea Războaielor Balcanice Nadežda Petrović s-a oferit voluntar ca asistentă medicală și a fost distinsă cu Medalia pentru curaj și cu Ordinul Crucii Roșii pentru eforturile ei. Ea a continuat să-i îngrijească pe soldații sârbi până în 1913,
 când s-a îmbolnăvit de febră tifoidă și holeră. În ultimii ani ai vieții ei a avut puțin timp pentru a picta și a realizat doar câteva picturi, inclusiv capodopera postimpresionistă Spitalul din Valjevo (în sârbă Valjevska bolnica). Profesorul Andrew Wachtel a lăudat pictura pentru „liniile apăsate și culorile luminoase” și pentru reprezentarea „unui șir de corturi albe într-un peisaj expresionist, aproape fauvist, colorat în verde, portocaliu și roșu.” Petrović se afla în Italia, atunci când Austro-Ungaria a declarat război Serbiei în iulie 1914. Ea s-a întors imediat la Belgrad pentru a ajuta Armata Sârbă. Oferindu-se voluntar pentru a lucra ca asistentă medicală în Valjevo, a murit de febră tifoidă pe 3 aprilie 1915 în același spital pictat în Spitalul din Valjevo. După moartea ei, portretul ei a fost reprezentat pe bancnota de 200 de dinari sârbi.
Ea a avut nouă frați, inclusiv scriitorul și diplomatul Rastko Petrović, care a murit în Statele Unite ale Americii în 1949.

## Lucrări (selecție)

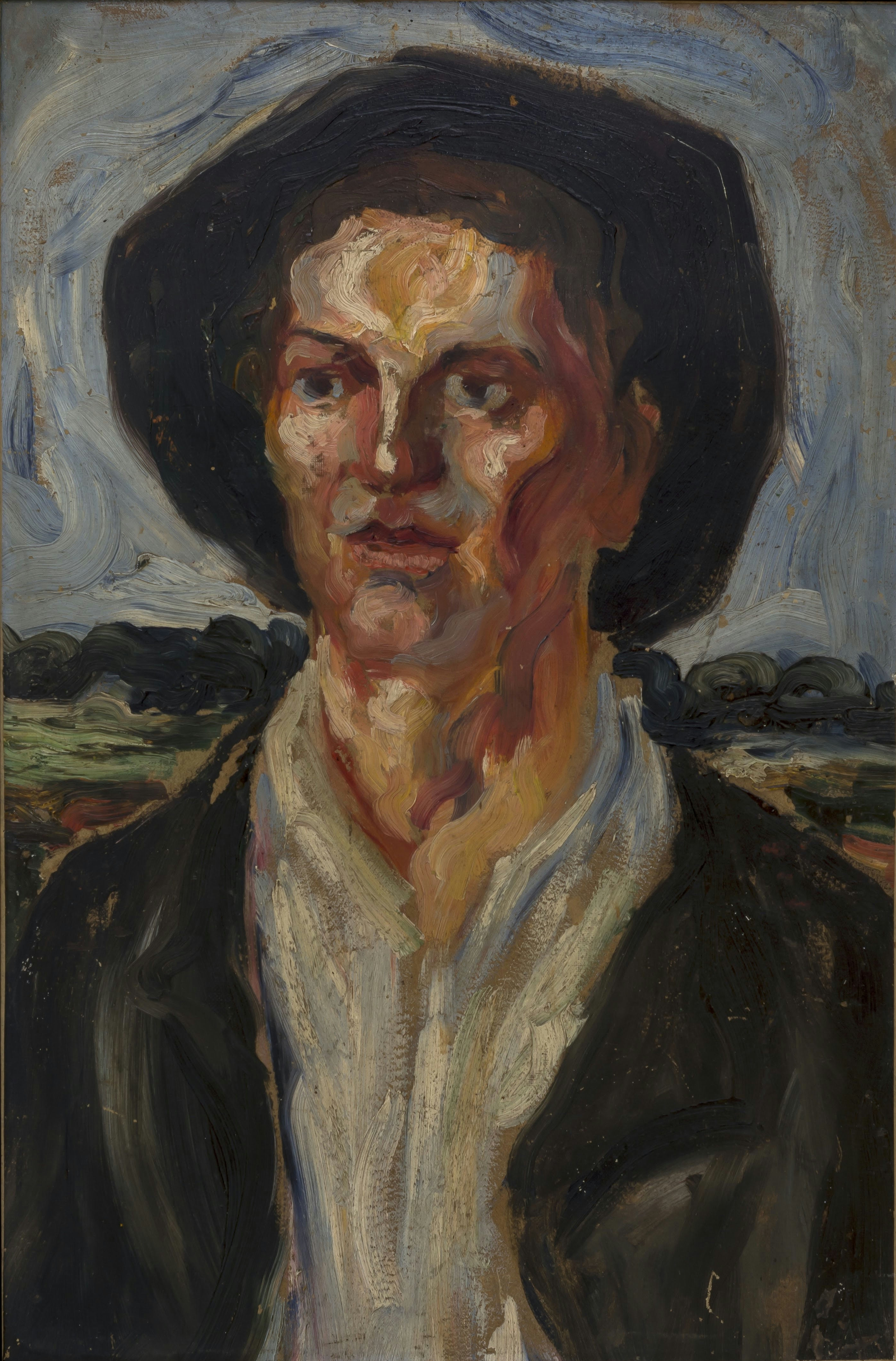
Bavarez purtând o pălărie (1900)
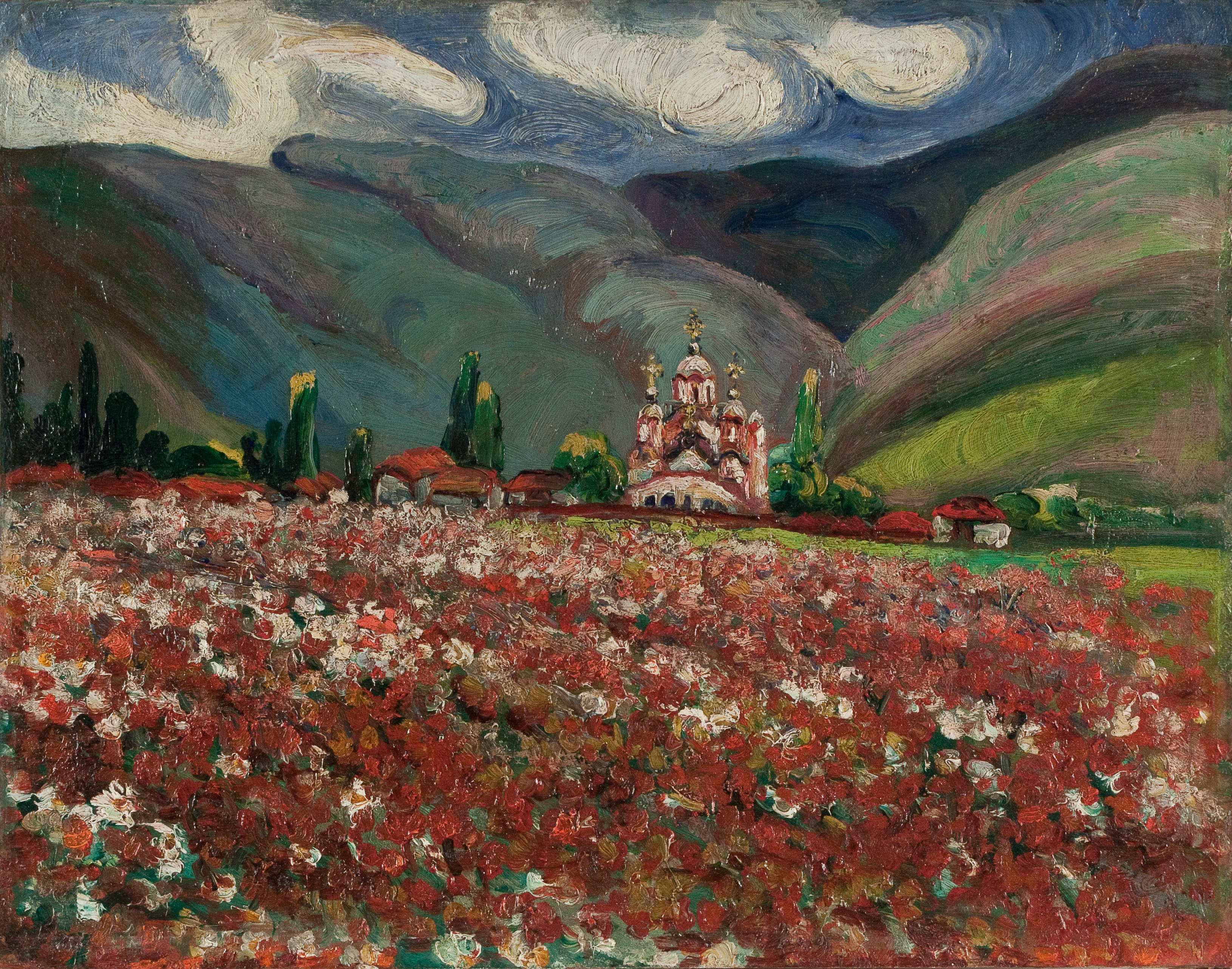
Gračanica (1913)
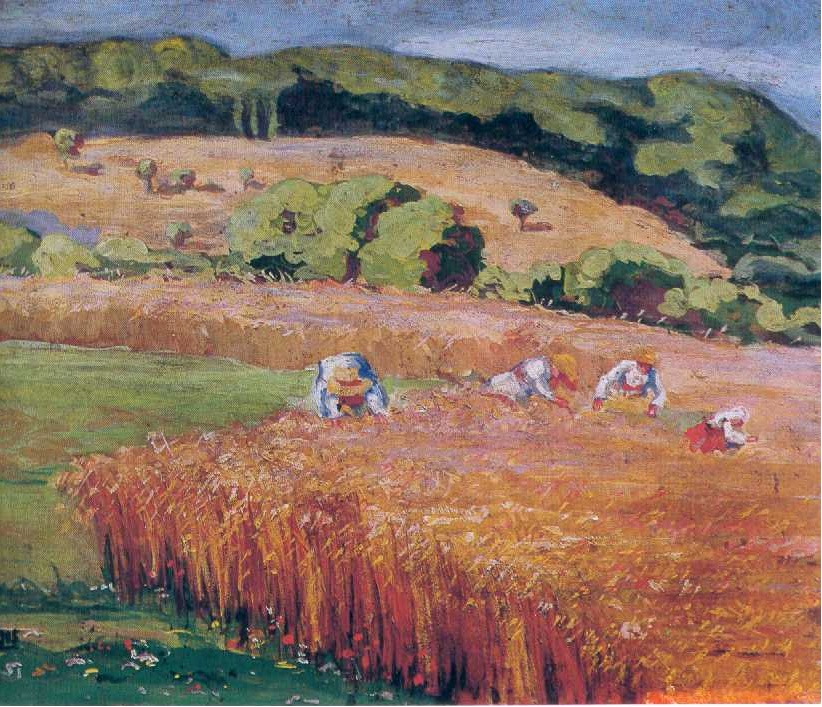
La Moisson (1902)
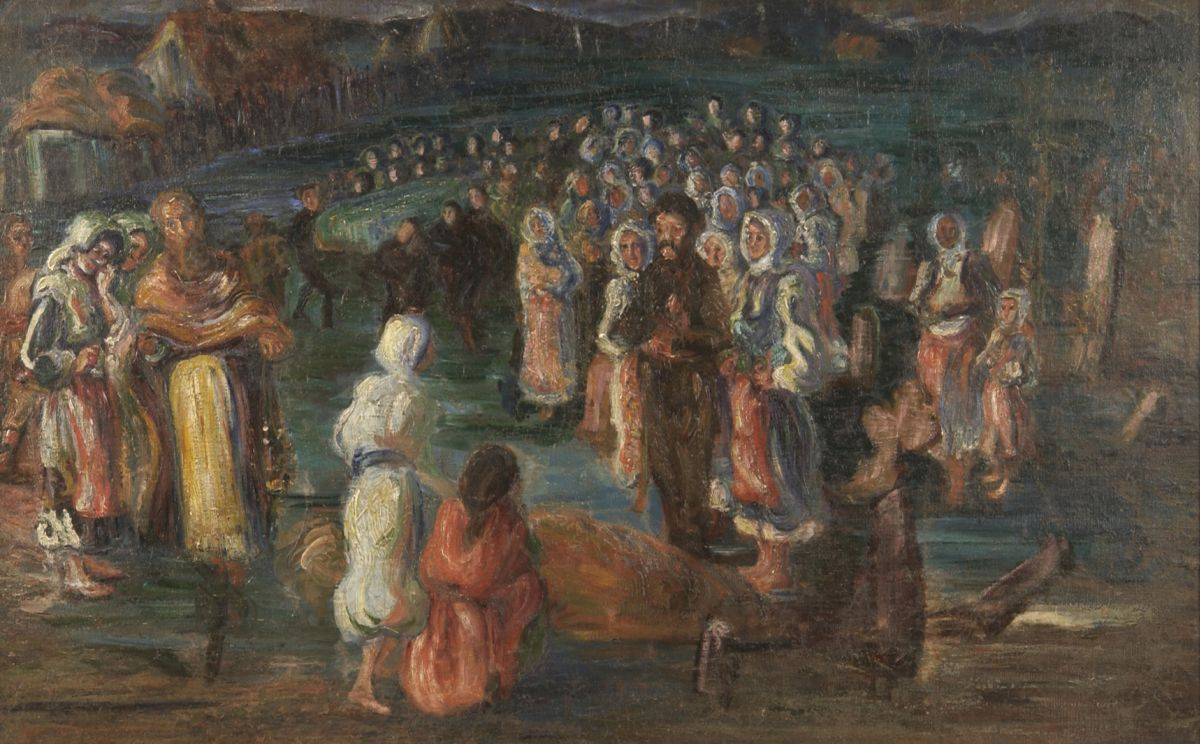
Pogreb u Sicevu (1905)
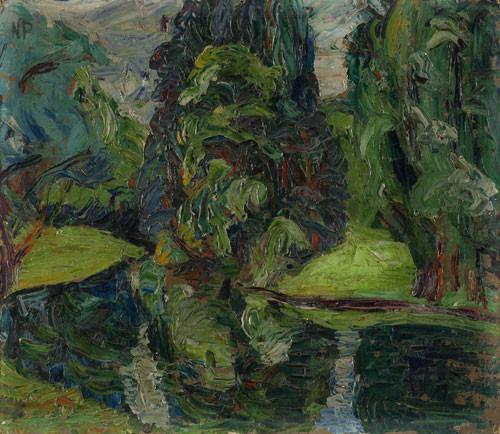
În pădure (c. 1900)
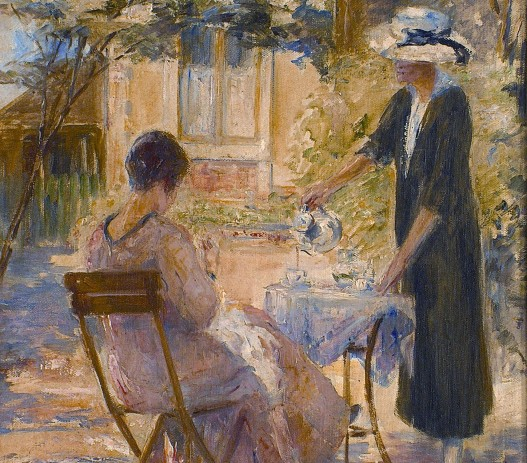
Zi de vară (c. 1900)
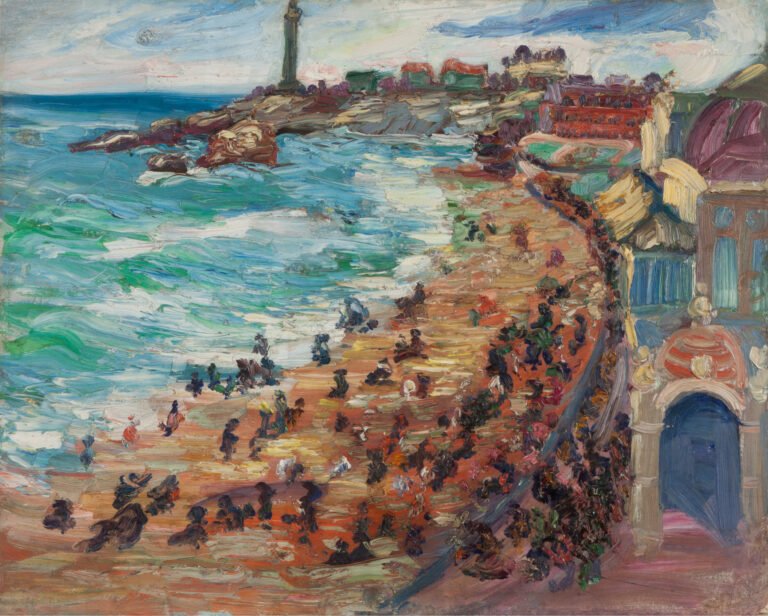
Plajă în Bretania (c. 1900)
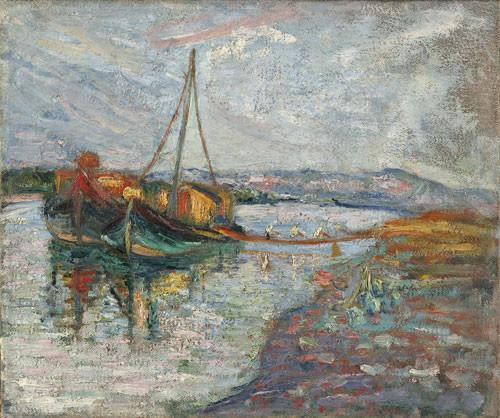
Vapor pe Sava (c. 1900)
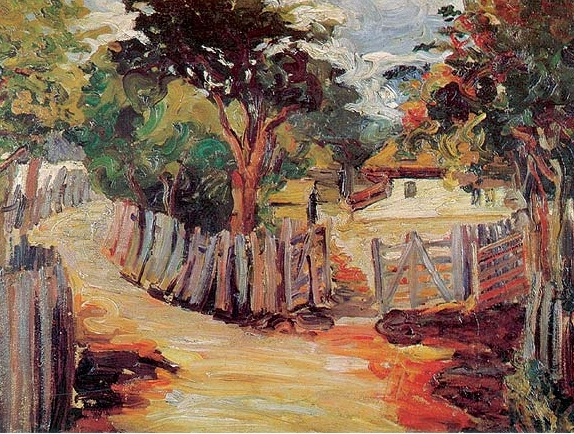
Velikafa (1905)
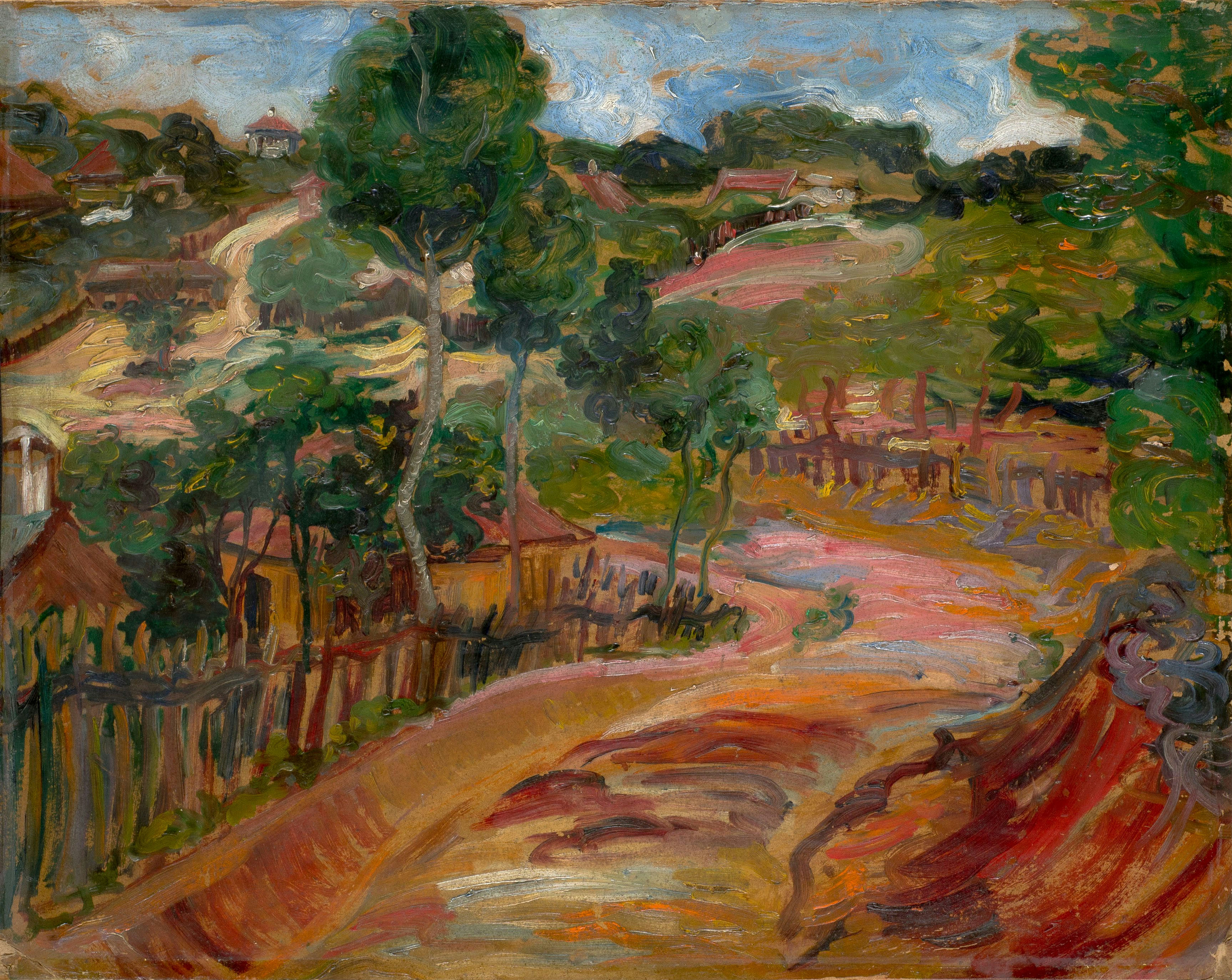
Resnik (1904)
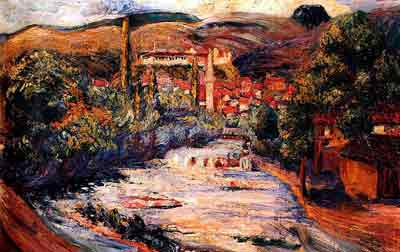
Vechiul Prizren
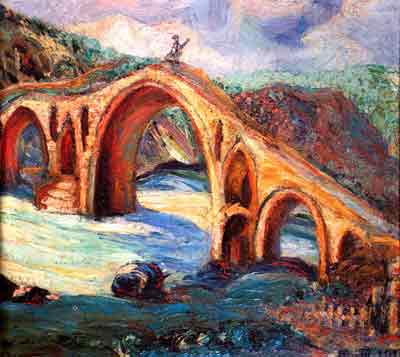
Pod turcesc